# Балясников, Владимир Матвеевич
Владимир Матвеевич Балясников (укр. Володимир Матвійович Балясников; род. 1959) — советский и украинский спортсмен и тренер; Заслуженный тренер Украины (1997), Заслуженный работник физической культуры и спорта Украины (2008).

## Биография
Родился 17 мая 1959 года в Нижнем Тагиле Свердловской области.
В 1966 году вместе с родителями переехал в город Белая Церковь Киевской области. В этом же году пошел в первый класс школы № 7, которую окончил в 1976 году. Во время учебы в школе Владимир занимался легкой атлетикой, неоднократно становился победителем первенств Украины среди школьников, входил в состав сборной команды школьников Украины. В 1976 году поступил в белоцерковское техническое училище, которое окончил в 1977 году по специальности «Электромонтажник силовых сетей». В 1977 году поступил в Черкасский государственный педагогический институт и в 1981 году окончил его по специальности «Учитель физического воспитания».
В 1981 году по направлению Владимир Балясников начал работать в Белоцерковской ДЮСШ-2 на должности тренера по лёгкой атлетике. В ноябре 1981 был призван Советскую армию, откуда демобилизовался в 1983 году. Продолжил работу в Белоцерковской ДЮСШ-2. В 1989 году был награжден знаком «Отличник народного просвещения УССР» за успехи в работе. С 1992 по 1995 годы Балясников работал старшим тренером Киевской области по легкой атлетике. Принимал участие в судействе соревнований по легкой атлетике различного уровня — от первенства города до Спартакиады народов СССР. В 1994 году ему было присвоено звание «Национальный судья по спорту».
С 1996 года В. М. Балясников работает в Киевском областном лицее-интернате физической культуры и спорта: сначала — заместителем директора по учебно-спортивной работе, а в настоящее время — директором.
За время работы тренером по легкой атлетике он подготовил двух членов сборной СССР, шесть членов сборной Украины, среди которых чемпионы Европы и Украины:
- Балахонова Анжела — Мастер спорта Украины международного класса, двукратная чемпионка Европы, экс-рекордсменка мира, шестикратная рекордсменка Европы, победитель Кубка Европы;
- Терещук Людмила — член сборной СССР и Украины, бронзовый призер II юношеских спортивных игр СССР, неоднократная победительница первенств Украины.

В. М. Балясников является членом Коллегии по вопросам физической культуры и спорта Киевской областной государственной администрации.